# Hassania d'El Jadida
Maillots
Le Hassania d'El Jadida (en arabe : حسنية الجديدة) est un ancien club marocain de football disparu en 1956, et basé dans la ville d'El Jadida.

## Histoire
Fondé lors du protectorat français dans cette région, le club était uniquement composé de joueurs musulmans, contrairement à l'autre club de la ville, le Sporting Club de Mazagan, composé de colons.
Le club disparu après l'indépendance pour fusionner avec un autre club appelé le Difaâ Club Athlétique.